# 男親女愛舞台劇
《男親女愛舞台劇》由無綫電視劇集《男親女愛》原班人馬演出，是劇集結局後的延續篇。監製徐正康，編劇黃子華，導演司徒慧焯，音樂總監Edward Chan、Charles Lee，主辦機構小強有限公司，2000年11月1日至12月10日在香港理工大學賽馬會綜藝館公演40場。

## 演員
- 黃子華 飾 余樂天 (毛余律師樓「老闆」)
- 鄭裕玲 飾 毛小慧 (毛余律師樓 合夥人)
- 苑瓊丹 飾 梅日仙 (毛余律師樓 → PK律師樓「秘書」)
- 蔣志光 飾 詹士安 (毛余律師樓 → PK律師樓 合夥人)
- 陳彥行 飾 吳巧心 (毛余律師樓 → PK律師樓「秘書」)
- 李國麟 飾 鮑一柱 (鮑一柱律師行 → PK律師樓 「老闆」，毛小慧天敵。)
- 鄧健泓 飾 蕭鐵男 (電視劇本為《浪友雜誌社》記者，舞台劇中為毛余律師樓 → PK律師樓 見習律師)
- 原子鏸 飾 阮　婉 (毛小慧的乾表妹)
- 蕭　亮 飾 羅中堅CK (毛余律師樓「辦公室助理」→ PK律師樓 「老闆」)
- 湯俊明 飾 阿　明 (毛余律師樓 → PK律師樓「高級辦公室助理」)
- 鍾建文 飾 Simon
- 黃月明 飾 Sue (毛余律師樓 → PK律師樓「會計」)
- 楊凱慈 飾 Cat (毛余律師樓 → PK律師樓「職員」)
- 陳瑞華 飾 Sandy (毛余律師樓 → PK律師樓「職員」)

## 經典對白
- 苑瓊丹子: 人生就如流星雨，短暫而美麗，如果你沒有時間談情，就請你跟我露營。
- 余樂天: 你以為毛伯伯望住個埃及金字塔就可以「噗」一聲咁樣生你出嚟呀？
- 余樂天: 如果一本翻譯通搞得掂呀，砵蘭街就執曬笠啦，改曬做英文補習社啦，肥龍骨精長就變做補習天皇啦！翻譯通...
- 余樂天: 哈~小~強~佢~話~佢~未~試~過~
- 余樂天: You isn't love me！ (everymore)你理得我You東定You西啫？

& Do a good air！
- 毛小慧: 這種男人係最CHEAP！這種男人係最賤！這種男人係最CHEAP！這種男人係最賤！
- 毛小慧: 嚴格黎講,你係鍾意受害嘅受害者!
- 詹士安: 左手隔離嗰隻就係右手喇!
- 詹士安: 好似一個啱啱生完仔嘅大肚婆咁樣
- 詹士安: Miss Mo你個胸有嘢。胸有成竹！
- 梅日仙: 西太平洋一個小島叫做"你搵佢唔倒"呀!
- 梅日仙: 巴戟!杜仲!鹿茸!飲湯呀!
- 鮑一柱: 人賤,人Hate,天不Hate!
- 孖女&Apple: 校服係要「咁」著先有味道㗎嘛~